# Aibo
AIBO (Artificial Intelligence [Ro]bot —en español: ‘robot de inteligencia artificial’—, homónimo de AIBO  (相棒 aibō?), ‘amigo’ o ‘compañero’ en japonés) es una serie de mascotas robóticas diseñadas y fabricadas por Sony. Sony anunció un robot prototipo a mediados de 1998. El primer modelo de consumo se introdujo el 11 de mayo de 1999. Los nuevos modelos fueron lanzados cada año hasta 2005. Aunque la mayoría de los modelos fueron perrunos, también se incluyeron otras inspiraciones robóticas como cachorros leones y turistas espaciales androides, y solo la última versión, la ERS-7, fue explícitamente un «perro robot».

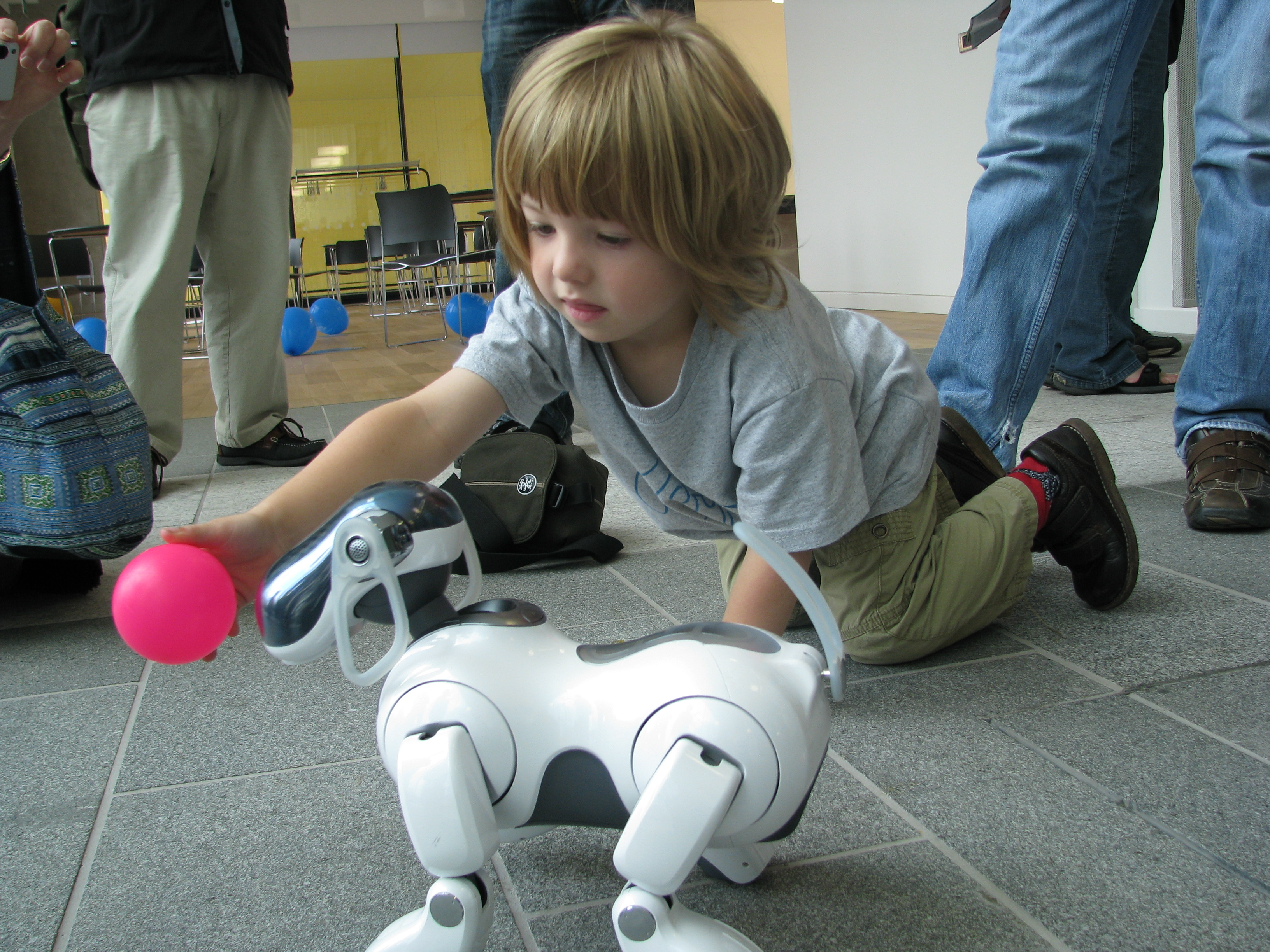
AIBO ERS-7 siguiendo una bola rosa en manos de los niños

Los AIBO fueron comercializados para uso doméstico como «Robots de Entretenimiento». También fueron ampliamente adoptados por las universidades con fines educativos (por ejemplo: Robocup), para investigaciones de robótica y para la interacción humano-robot.
AIBO ha sido utilizado en muchas películas, videos musicales y campañas publicitarias como íconos futuristas.
El 26 de enero de 2006, Sony anunció que iba a descontinuar AIBO y varios otros productos en un esfuerzo por hacer rentable a la empresa. También se descontinuó el desarrollo del robot QRIO relacionado. Posteriormente, se fue retirando gradualmente la atención al cliente del AIBO del Sony, con el soporte para el último ERS-7M3 que terminó en marzo de 2013. Sin embargo, está disponible algún soporte de terceros como por ejemplo la reparación y reacondicionamiento de la batería.
En 2006, AIBO se añadió a «Robot Hall of Fame» de la Universidad Carnegie de Mellon, con la descripción "el Sony AIBO representa el producto más sofisticado que se haya ofrecido a los consumidores de robot del mercado."

## Desarrollo
AIBO surgió fuera del Computer Science Laboratory de Sony (CSL). Fundado en 1990, el CSL se creó para emular el centro de innovación en el Research Center de Xerox de Palo Alto (PARC). El primer producto del CSL fue el sistema operativo Aperios, que más tarde formó el software de base de AIBO. Cuando en 1995 Nobuyuki Idei pasó a ser presidente de Sony, trató de adoptar una agenda digital, que se reflejó en el nuevo lema que dio a la empresa, «Dream digital Kids», y la importancia que le dio a CSL.
Se acredita al ingeniero Dr. Toshitada Doi como el progenitor original del AIBO: en 1994, había comenzado a trabajar en los robots en la CSL con el experto en inteligencia artificial, el ingeniero Masahiro Fujita. Fujita escribió que los comportamientos del robot tenían que ser lo suficientemente complejos o inesperados para que las personas mantuvieran un interés en verlos o cuidar de ellos. Fujita argumenta que los robots de entretenimiento podría ser viables si un robot para el entretenimiento se diseña de manera efectiva usando diversas tecnologías de última generación, tales como el reconocimiento de voz y la visión, a pesar de que estas tecnologías pueden no ser lo suficientemente maduras como para aplicaciones en las que llevan a cabo una función crítica. Si bien existe requisitos especiales y difíciles en las propias aplicaciones de entretenimiento, las capacidades limitadas en los sistemas de visión y habla pueden llegar a ser una característica interesante y atractiva para los robots de entretenimiento apropiadamente diseñados. Su temprano prototipo simio «MUTANTE» incluía comportamientos que podrían pasar a formar parte de AIBO incluyendo el seguimiento de una bola amarilla, dar la mano, practicar karate y dormir. Fujita recibió el Premio Técnico IEEE Inaba de Innovación por la producción de «AIBO, el primer robot de consumo masivo en el mercado mundial para aplicaciones de entretenimiento».
En 1997, Doi recibió el apoyo de Idei para formar el laboratorio de criaturas digitales de Sony. Creyendo que los robots serían comunes en los hogares antes de 2010, pero conscientes de las limitaciones de la tecnología disponible para usos funcionales, decidió centrarse en los robots de entretenimiento.
Casi diez años después, el sucesor de Idei, Howard Stringer clausuró AIBO y otros proyectos robóticos. Luego, Doi protagonizó un simulacro de funeral, al que asistieron más de 100 colegas de Sony. En el funeral, Doi dijo que el Aibo era un símbolo del espíritu arriesgado de Sony, que ahora estaba muerto.

## Diseño
Los diseños iniciales del cuerpo del AIBO fueron creados por un amigo de Doi, el artista Hajime Sorayama. Ahora, estos diseños son parte de las colecciones permanentes del Museo de Arte Moderno y el Instituto Smithsoniano. El diseño de la primera generación de AIBO's ganó el prestigioso «Good Design Award, Grand Prize» de Japón y un premio especial de Diseño Inteligente en los premios alemanes Red Dot del 2000.
Los modelos más recientes de AIBO fueron diseñados conjuntamente con prestigiosos diseñadores japoneses y continuaron ganando premios de diseño. El diseño del ERS-210 fue inspirado en los cachorros de león. Los cuerpos de la serie «ERS-3x» (Latte y Macaron, los AIBO de cabeza redonda lanzados en 2001) fueron diseñados por el artista visual Katsura Moshino ganando el «Good Design Award». El diseño de cuerpo, elegante y futurista del «ERS-220» para exploración espacial fue inspiración de Shōji Kawamori ganando el premio «Good Design Award» y «Design for Asia». Los ERS-7 también ganaron un «Premio al Buen Diseño».

## Modelos
A continuación se muestran los distintos modelos y prototipos que se han sucedido a lo largo del tiempo hasta llegar a la generación actual de Aibo, la ERS-7 Mind 3.

### Prototipos
Varios prototipos fueron mostrados por Sony. Los primeros modelos eran con forma de insecto con seis patas. MUTANT se describe en el «desarrollo de un Robot Autónomo cuadrúpedo». Las especificaciones del prototipo de 1998, se describen en un comunicado de prensa de Sony, coincidiendo bastante con las de los Aibos de la primera generación. Las diferencias incluyen el uso de PC-Cards para memoria (en lugar de Memory Stick), el uso de dos baterías, y la opción de utilizar un «módulo rodante» de dos ruedas en lugar de piernas.
- Prototipo 1 (1990):

Este robot, cuya apariencia dista mucho de lo que hoy conocemos como «Aibo», desarrollado a principios de los años 90, fue la primera incursión de Sony en el mundo de la robótica.
- Prototipo 2 (1991):

El segundo prototipo, ya vislumbraba de alguna manera cierta semejanza con las generaciones actuales de Aibo, sin embargo aún faltaba mucho trabajo por hacer.

### Modelos de primera generación
La primera generación comercial de Aibo presentaba la característica de interactuar con el entorno y expresar emoción. Se fabrica con una estética canina.
Venta estimada de todos los modelos de la primera generación: 65 000.

#### Ers-110
El primer AIBO comercial. Con una apariencia similar al beagle. Plateado. Comenzaron las ventas el 1 de junio de 1999 para su entrega en agosto, la producción se limitó a 3000 en Japón y 2000 para Estados Unidos. Disponible en internet y se agotó en tan solo 20 minutos después del lanzamiento. Gran Premio Good Design Award. Precio 250 000 yenes (impuestos excluidos).

#### Ers-111
Versión mejorada del AIBO original, lanzada inicialmente en noviembre de 1999 como un modelo de edición limitada. Todas las 3000 unidades de distribución japonesa se agotaron a 17 segundos de su lanzamiento.

### Modelos de segunda generación
La segunda generación incorpora nuevas características, como son los sensores de contacto, reconocimiento sonoro y facial.
Ventas estimadas para todos los modelos de segunda generación: 60 000.

#### Ers-210
Estilo inspirado en un cachorro de león. Capacidades de reconocimiento de voz. Colores negro, plata, oro, rojo, azul, verde, blanco (3 tonos), champaña, etc. 28,1 cm (centímetros) de altura, 1,5 kg (kilogramos) de peso, 1,5 horas de tiempo de funcionamiento continuo, 20 grados de libertad (unidad de accionamiento), precio 150 000 yenes (impuestos excluidos). Si se utiliza una tarjeta integrada, es posible incorporarle un control remoto LAN IEEE802.11b sin hilos mediante la opción de control remoto inalámbrico, que es uno de los AIBO-ware, «AIBO Navigator 2». También se le puede agregar una función de autocarga para desplazarse hasta su propio cargador cuando la carga está a punto de terminar, por opción del software «AIBO Politecnic us». Esta característica es idea de Hitoshi Matsumoto.

##### Modelos de gama ERS-210
Los siguientes modelos tienen por diferencia básicamente la apariencia más «futurista», distanciándose un poco de la estética canina de las anteriores. También incluía algunas mejoras en el apartado de los sensores. Y se podía programar para que actuase como un gato, en lugar de como un perro.
- ERS-210A: Hardware con Supercore, duplica la velocidad de la CPU, también se rediseñó el servo de la cabeza para evitar el DHS de los modelos anteriores, de diversos colores; 2002.
- ERS-220 (mejora de los sensores, cambia el aspecto): plateado; 2002.
- ERS-220A Incluye Supercore (mejora de los sensores, cambia el aspecto): plateado; 2002.

#### Ers-300 (Latte y Macaron)
Lema "El corazón de AIBO". Motivo Kumainu. Producción original diseñada e ilustrada por Katsura Moshino. Al poner el software llamado AIBO-ware, AIBO se convierte en un personaje diferente, malo y sin pretensiones. Altura 28 cm (centímetros), 1,5 kg (kilogramos) de peso, 2.5 horas de funcionamiento continuo, 15 grados de libertad (unidad de tracción), precio de 98 000 yenes (sin impuestos).

#### Ers-311
Crema; 2001. Modelo de baja gama del ERS-300. Cara de perrito.

##### Ers-311b/312b, ers-311b / x
Se añadió comunicación Bluetooth. Puede comunicarse con «AIBO Handy Viewer».

#### Ers-312
“Macaron” (cambia el aspecto): color crema; 2002.

##### Modelos de gama ERS-312
- ERS-312B: Igual al Macaron pero con Bluetooth, solo para el mercado japonés; 2001.
- ERS-311BX: Con Bluetooth y acabado aterciopelado, solo para el mercado japonés; 2001.
- ERS-311LongLong: Edición especial japonesa, solo se hicieron 1001 unidades; 2001.

- ERS-31L: marrón, parecido a un Bulldog; 2002. Se vendieron aproximadamente 60 000 unidades.

### Modelos de Tercera generación
Incorporan numerosos iones de interacción y conexión inalámbrica a la red: la tercera generación incluye conexión wifi para comunicarse con un PC y poder recibir órdenes desde el PC o funcionar como reproductor de música, así como lector de noticias, correo. Existen dos versiones de software para esta generación, Mind2 y Mind3.

#### Ers-7
Noviembre de 2003
Esta AIBO se considera como la culminación de la serie. El primero en ser explícitamente un «perro robot». Disponible en blanco. Las primeras unidades salieron defectuosas en las patas (defecto en las juntas J12). Empaquetado con MIND. Estados Unidos: $1599 en el lanzamiento.

#### Ers-7m2

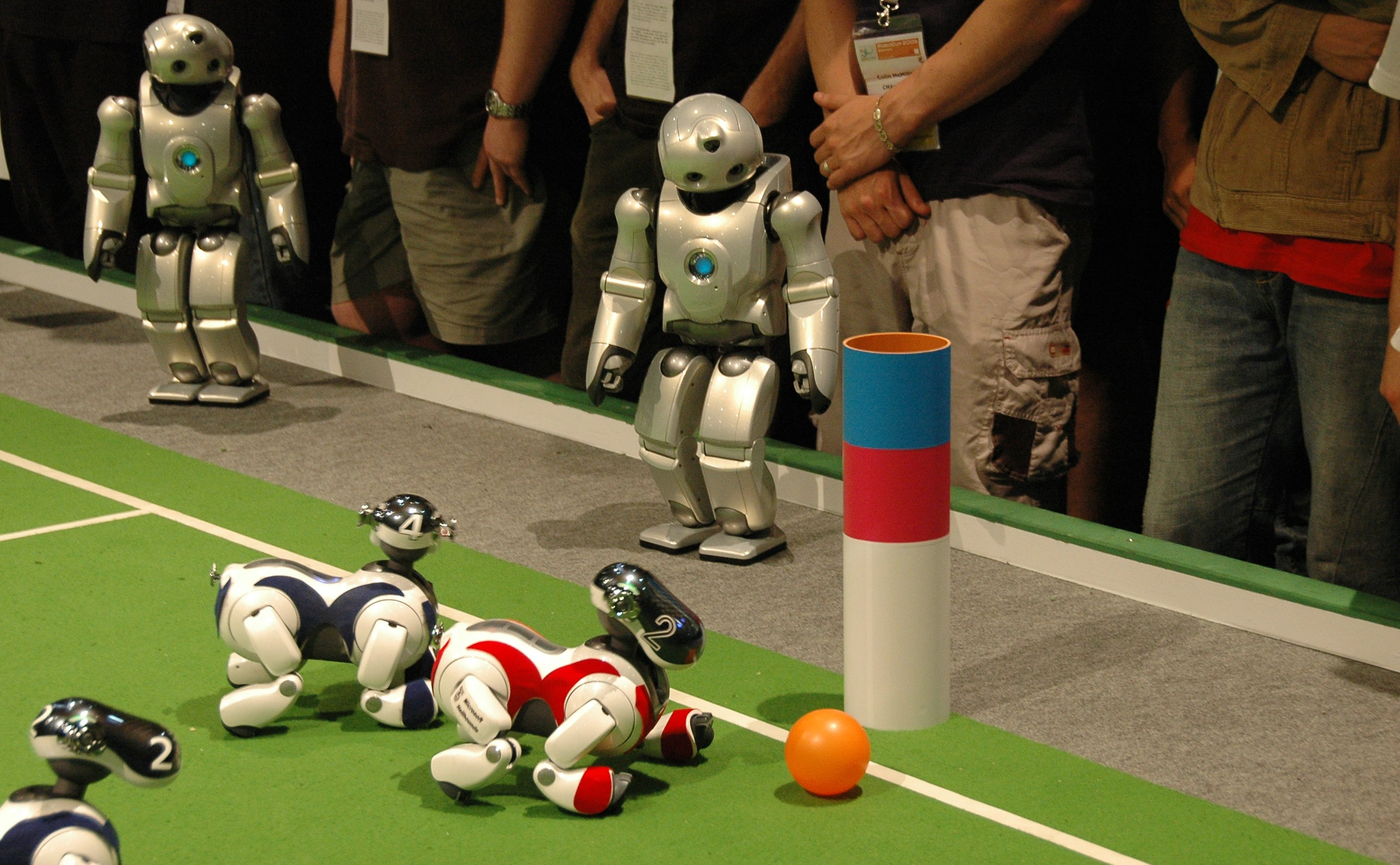
Qrios viendo a AIBO's en un evento Robocup

Noviembre de 2004
Una variante del ERS-7, que viene con MIND2. Disponible en negro o blanco.

#### Ers-7m3
Octubre de 2005
Una variante de la ERS-7M2, empaquetado con MIND3. Cambió el wifi. Blanco, negro y oro champaña. El modelo final.

### Qrio
El robot humanoide QRIO fue diseñado como el sucesor de AIBO, y ejecuta el mismo sistema operativo I-CODE base y Aperios.
En 2006, SONY canceló la comercialización de Aibo y QRIO.

## Hardware
El hardware inicial de AIBO ERS-110 incluye un procesador RISC de 64 bits, 16 megabytes de RAM, sensores (tacto, cámara, telémetro, el micrófono, aceleración, velocidad angular), un altavoz y actuadores (piernas, el cuello, la boca, la cola). A medida que se desarrolló la serie, se añadieron más sensores y actuadores. En adición, para algunos AIBO de segunda generación, estaba disponible wifi. La tercera y última familia de AIBO ERS-7, tiene múltiples sensores de cabeza y cuerpo, un sensor de proximidad montado en el pecho, «Illume-Face» expresivo y wifi.
Todos los AIBO fueron incluidos con los accesorios incluyendo una estación de carga y la pelota rosa. El modelo tardío de ERS7 fue empaquetado con un juguete de color rosa, AIBone, en forma de hueso, jugando a las cartas y una estación de carga con el poste y la estera marcador de acoplamiento autónomo.
|                             | Prototipo MUTANT                                                                  | Prototipo de 1998                                                                                   | ERS-110. | ERS-7 |
| --------------------------- | --------------------------------------------------------------------------------- | --------------------------------------------------------------------------------------------------- | --- | --- |
| Procesador                  | IDT R3052 o R3071 ×2 @ 30 MHz                                                     | Procesador MIPS de 64 Bit RISC                                                                      | Procesador RISC de 64-bit @ 50 MHz                                                                                     | MIPS R7000 @ 576 MHz |
| RAM                         | 8 MB                                                                              | 8 MB                                                                                                | 16 MB | 64 MB |
| Memoria Flash               | 2 MB                                                                              | | | 4 MB |
| Partes Móviles              | 16 grados de libertad                                                             | 4 patas con 3 grados de libertad, 1 cabeza con 3 grados de libertad, 1 cola con 1 grado de libertad | Boca: 1 grado de libertad, Cabeza: 3 grados de libertad, Patas: 3 grados de libertad (× 4), Cola: 2 grados de libertad | Boca - 1 grado de libertad, Cabeza - 3 grados de libertad, Cola - 3 grados de libertad × 4 piernas, Orejas - 1 grados de libertad × 2, Cola - 2 grados de libertad |
| Sensores táctiles           | Uno en la cabeza, uno en cada pata                                                | | uno en la cabeza, una en cada pata                                                                                     | Sensor eléctrico estático (cabeza, espalda) Sensor de presión (barbilla, patas (4)) |
| Cámara                      | Cámara CDD 362 × 492                                                              | 180 000 píxeles                                                                                     | Cámara CCD color de 180 000 píxeles (× 1)                                                                              | Sensor de Imagen CMOS de 350 000 píxeles |
| LAN inalámbrico             |                                                                                   | | | IEEE 802.11b (integrado) |
| Telémetros                  |                                                                                   | | Infrarrojos | Uno en la cabeza, uno en el cuerpo |
| Visualización               |                                                                                   | | Lámparas LED para expresar felicidad (verde) e ira (rojo)                                                              | Illume Face capaz de más de 60 modos emocionales y de estado, que consta de 24 ledes (blanco 12, rojo 4, azul, 4, verde 4), Oreja: 2 (izquierda y derecha), sensor Cabeza: 2 (blanco y amarillo), Cabeza (LAN inalámbrica de encendido / apagado): 1 (color azul), sensor trasero: 16 (blanco 8, rojo 3, azul 3, naranja 2 ) |
| Micrófono                   | Micrófono estéreo                                                                 | Micrófono estéreo                                                                                   | Micrófono estéreo (uno en cada lado)                                                                                   | Micrófono estéreo (uno en cada lado) |
| Altavoz                     | Sí                                                                                | Sí                                                                                                  | Sí | Altavoz miniatura, 20,8 mm, 500 mW |
| Sensor de calor             |                                                                                   | | Dos | Sí |
| Sensor de aceleración       | Sí                                                                                | | Sí | Sí |
| Sensor de velocidad angular |                                                                                   | | Sí | |
| Sensor de vibración         |                                                                                   | | | Sí |
| Fuente de alimentación      | Li-ion (7,2 V) para circuitos eléctricos, Ni-Cd (4,8) para controladores de motor | Una batería recargable de litio-ion de 7,2 V, Una batería de 4,8 V recargable de níquel-cadmio      | 7,2 V DC (batería de Ion de litio [ERA-110B])                                                                          | |
| Consumición de energía      |                                                                                   | | 12,6 W (modo autónomo)                                                                                                 | Aprox. 7 W (Funcionamiento estándar en modo autónomo) |
| Tiempo de funcionamiento    |                                                                                   | | Aprox. 1,5 horas (con la batería completamente cargada)                                                                | Aprox. 1,5 horas (funcionamiento estándar en modo autónomo) |
| Tiempo de carga             |                                                                                   | | | Aprox. 2,5 horas |
| Dimensiones (l × w × h)     | 220 × 130 × 200 [mm]                                                              | 132 × 250 × 235 mm (ancho × altura × largo, sin incluir cola)                                       | Aprox. 274 × 156 × 266 mm (no incluyendo cola)                                                                         | 319 (D) × 180 (W) × 278 (H) mm |
| Peso                        | 1,5 [kg] (incluyendo baterías)                                                    | 1,25 kg (incluyendo baterías)                                                                       | Alrededor de 1,4 kg (solo el cuerpo), cerca de 1,6 kg (incluyendo Memory Stick y batería)                              | Aprox. 1,65 kg (incluyendo batería y tarjeta de memoria) |

## Software
Todos los AIBO vienen incluidos con el software AIBOLife, dándole el robot una personalidad, la capacidad de caminar, «ver» a su en torno a través de la cámara y reconocer comandos de voz (en inglés y en español, o japonés). Los sonidos de AIBO fueron programados por el compositor vanguardista y DJ japonés Nobukazu Takemura, fusionando conceptos orgánicos y mecánicos. Los sonidos en ERS-7 Mind y los datos personalizados fueron compuestos por Masaya Matsuura, un diseñador de juegos y músico japonés.

### Aperios y Open-R
Aperios es el sistema operativo en tiempo real propiedad de Sony, que se utiliza en todos los AIBO, QRIO y algunos otros dispositivos de consumo. Aperios OS fue diseñado para ser ampliamente implementado usando capacidades revolucionarias en tiempo real para manejar múltiples datos visuales y de audio simultáneamente. El sistema operativo no fue ampliamente adoptado y en 2003 Sony había dejado de desarrollarse con COO Kunitake Ando comentando que Aperios era un sistema operativo de una era pre-Internet y decidimos que no es adecuada para el futuro.
La arquitectura OPEN-R es específica para robots de entretenimiento. La arquitectura implica el uso de componentes modulares de hardware, como apéndices que se pueden quitar fácilmente y reemplazarse para cambiar la forma y función de los robots, y componentes de software modulares que se pueden intercambiar para cambiar sus patrones de comportamiento y movimiento. El creador de AIBO, Doi, llamó OPEN-R como la obra maestra del proyecto de desarrollo de AIBO, argumentando que podría minimizar la necesidad de programar movimientos individuales o respuestas, y su naturaleza «abierta» alentaría una comunidad global de especialistas en robótica y programadores a agregar capacidades.

### AIBOware
Los modelos de primera y segunda generación de AIBO pueden cargar diferentes paquetes de software comercializados por Sony. AIBOware (una marca comercial de Sony Corporation) es el título dado al software AIBO que se ejecuta en su Memory Stick rosa. El AIBOware life permite que el robot se críe de cachorro a adulto, pasando por varias etapas de desarrollo a la vez que su propietario interactúa con él. El AIBOware Explorer le permite al propietario interactuar con un robot completamente maduro capaz de entender (aunque no necesariamente dispuesto a obedecer) 100 comandos de voz. Sin AIBOware, los AIBO se ejecutan en modo «clínico» y solo pueden realizar acciones básicas.
Los modelos ERS-7 de la tercera generación tienen software «Mind», que incluye capacidades de AIBOLife y otros paquetes AIBOware. El software Mind también incluye un proceso de acoplamiento, permitiendo que el ERS-7 se recarge de forma autónoma. Las actualizaciones en Mind2 incluyeron el AIBO Entertainment Player, una conexión wifi basada a un PC. Las actualizaciones en Mind3 incluyen el habla, los blogs, etc.
El sistema de visión completa de AIBO utiliza el algoritmo SIFT, para reconocer su estación de carga. El sistema de visión es una implementación del Evolution Robotics ERVision.
Software notable del AIBOware
| Nombre                    | Descripción                                                                          | Modelos compatibles              |
| ------------------------- | ------------------------------------------------------------------------------------ | -------------------------------- |
| AIBO Custom Manager       | Permite a los usuarios cargar Mind con diferentes sonidos, rutinas de baile y voces. | Aibo ERS-7 de tercera generación |
| AIBO Entertainment Player | Permite el monitoreo remoto o el control de AIBO Mind de un PC conectado por wifi.   | Aibo ERS-7 de tercera generación |

Software de terceros notable
| Nombre       | Descripción | Modelos compatibles             |
| ------------ | --- | ------------------------------- |
| DogsLife     | Una personalidad de AIBO que duplica (y de vez en cuando mejora) Hello-AIBO.                                                                        | AIBO's de la segunda generación |
| Skitter      | El editor de "rendimiento" de AIBO, que permite a los usuarios crear y hacer que AIBO realice sketches a través de un PC conectado a AIBO por WiFi. | Todos                           |
| AiBO+        | Permite explorar nuevos caminos en la inteligencia artificial.                                                                                      | ERS-7                           |
| AiboStella   | Controlador iOS, modelado después de AEP, utilizando el framework URBI                                                                              | ERS-7, ERS-210, ERS-220         |
| AIBO Control | Controlador Android, utilizando el framework URBI.                                                                                                  | ERS-7                           |
| Otro         | Software gratuito de proveedores de terceros como Robot App Store.                                                                                  | Varios                          |

### Entorno de desarrollo del Software de AIBO
Inicialmente, el acceso a las capacidades de programación se limitó a Sony y organizaciones que participan en la Robocup. Mediante la ingeniería inversa de AIBO, los usuarios desarrollan su propio software que opera junto con AIBOware como «DiscoAibo», que hizo bailar al canino robótico con la música.
En un importante hito de derechos de autor, Sony invocó la Ley de Derechos de Autor Milenio Digital en octubre de 2001 y envió un aviso de cese y desistimiento exigiendo que «Aibopet» dejase de distribuir el código que se recuperó al eludir los mecanismos de protección de copia. Frente a las quejas de muchos propietarios indignados de AIBO, Sony dio marcha atrás y posteriormente lanzó un kit de programador para uso «no comercial».
El kit finalmente se amplió en tres herramientas distintas: R-CODE, OPEN-R SDK y AIBO Remote Framework (solo ERS-7). Estas tres herramientas se combinan bajo el nombre AIBO Software Development Environment. Todas estas herramientas se pueden descargar de forma gratuita y se pueden usar con fines comerciales o no comerciales (excepto para OPEN-R SDK, que es específicamente para uso no comercial).

#### Open-r sdk
El OPEN-R SDK es un SDK similar al lenguaje de programación C+ + basado en herramientas de código abierto (como gcc y newlib), que le permite hacer el software que se ejecuta en su AIBO. Este SDK se considera de bajo nivel y le permite controlar todo, desde los valores de ganancia de los actuadores de AIBO hasta recuperar datos de la cámara del AIBO y hacer cálculos de visión por computador. No se proporciona ninguna funcionalidad AIBO «estándar» preconstruida, como ocurre con R-Code y AIBO Remote Framework. Es una excelente opción para los investigadores que realizan investigaciones robóticas de bajo nivel.

#### R-CODE y R-CODE plus
R-Code es un lenguaje de programación de alto nivel para AIBO. R-Code le permite crear fácilmente programas simples para que AIBO los ejecute. Si bien no se permite el control de bajo nivel que tiene el OPEN-R SDK, lo que le quita poder, lo compensa en la simplicidad. De hecho, el R-Code es lo suficientemente simple como para que hasta los niños aprendan a usarlo. Es posible la comunicación remota a través de una sencilla conexión vía wifi. Se permite el uso comercial y la tasa de licencia es libre.
R-CodePlus es un derivado de R-Code de AiboPet con varias funcionalidades añadidas. R-CodePlus es un superconjunto de R-Code en términos de lenguaje, por lo que todo lo escrito en R-Code estándar funcionará en un MemoryStick R-CodePlus (para el mismo modelo AIBO). R-CodePlus expone algunas nuevas funciones «básicas» de AIBO, tales como el reconocimiento de rostros sencillos, el registro de nombres y configuración de ajuste de la cámara. Además de la toma de corriente terminal R-Code estándar para la comunicación remota, R-CodePlus proporciona un socket «Telemety», para trasferir varios de datos binarios, tales como imagen de la cámara de AIBO y enviar/ recibir sonido. R-CODE se ha ampliado para R-CODE plus por Aibopet
Aibnet ofrece un entorno de desarrollo para la programación R-CODE.
La personalización de comportamiento simplificada de arrastrar y soltar está disponible a través del YART creado por el usuario («Yet Another RCode Tool»)

### Otros entornos de desarrollo
Se han desarrollado varios marcos de desarrollo de software de robot que son compatibles con AIBO, incluyendo el URBI, Tekkotsu, y Pyro.

### Proyectos actuales
AIBO+ permite explorar nuevas formas en la inteligencia artificial.
El Control AIBO le permite a los usuarios de Android controlar el AIBO ERS-7 ejecutando Urbi.
La comunidad ha ido actualizando la cadena de herramientas basadas en Open-R y CCG para utilizar GCC 4.1.2, Binutils 2.17 y Newlib 1.15. La versión empaquetada de la cadena de herramientas vieja y actualizada de AIBO está disponible para Ubuntu en un PPA.

## AIBO en Educación y Academia

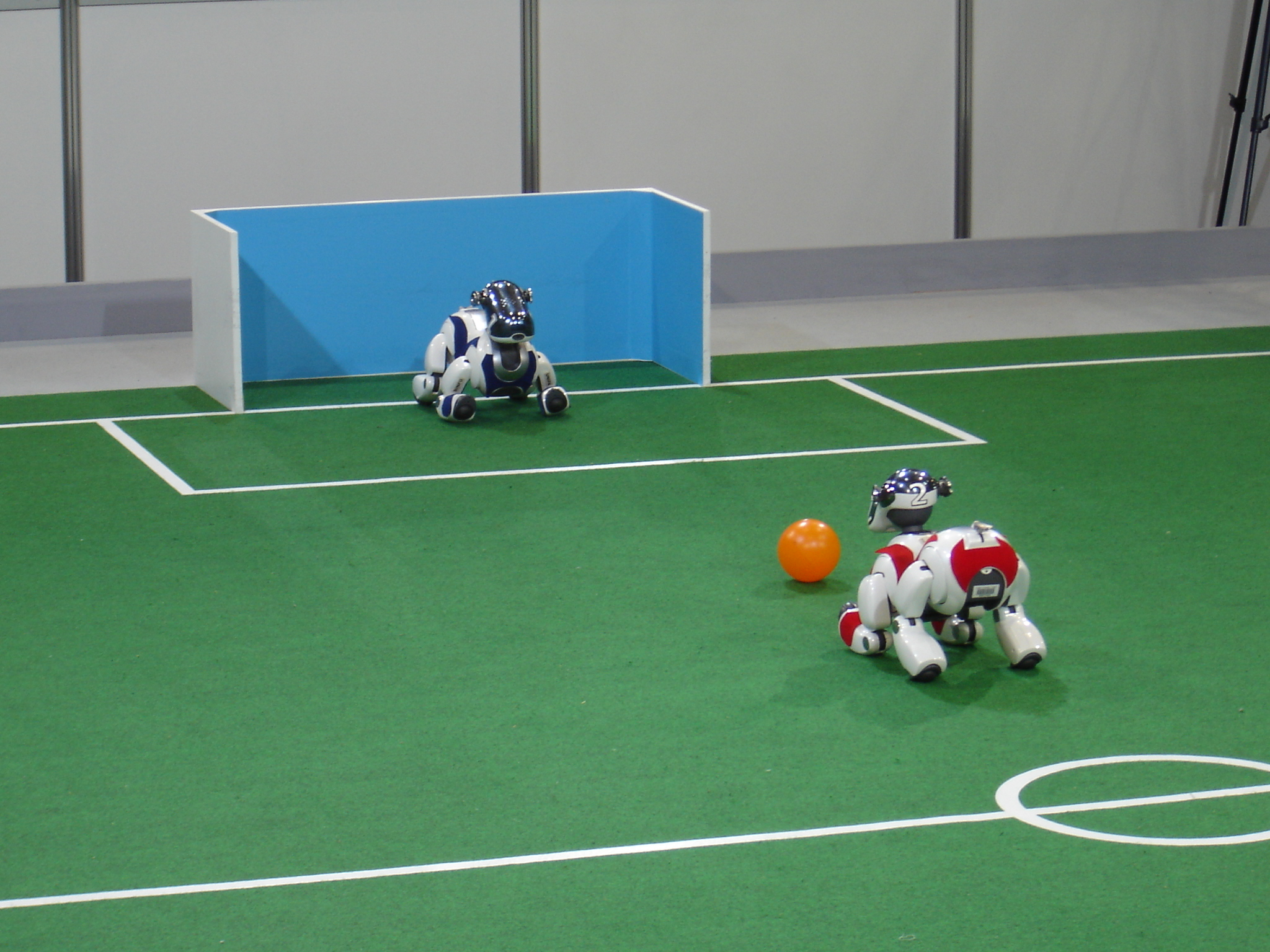
Tanda de penales

AIBO es ampliamente utilizado en la educación. Por ejemplo, Carnegie Mellon ofreció un curso de robótica centrado en AIBO, que cubre los modelos de percepción, cognición y actividades de búsqueda de resolución de problemas.

### Liga RoboCup de cuatro patas

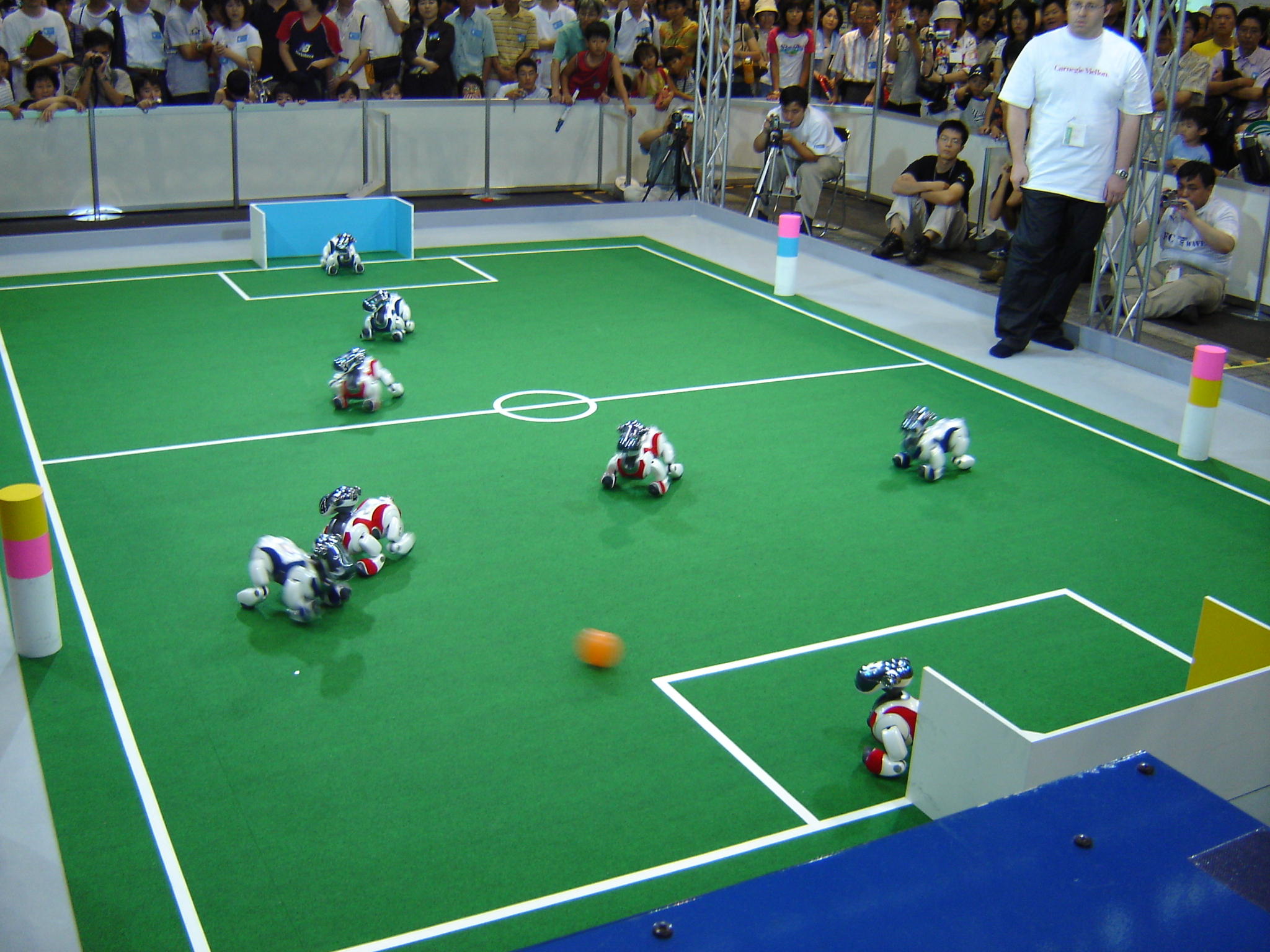
Robots AIBO jugando en el noveno RoboCup en Osaka (2005)

AEl AIBO se ha utilizado mucho como una plataforma económica para la educación e investigación en inteligencia artificial, ya que integra una computadora, un sistema de visión y articuladores en un paquete mucho más económico que los robots de investigación convencionales. Un punto focal para ese desarrollo ha sido las Ligas Robocup.
La Liga de cuatro patas era el nombre inicial de la RoboCup Standard Platform League, una liga de fútbol robot en la que todos los equipos compiten con robots idénticos. Los robots operan de manera totalmente autónoma, sin control externo por parte de humanos ni computadoras. La versión específica de AIBO cambió con el tiempo: ERS-110s (1999,2000), ERS-210 (2001-2002), ERS-210A SuperCore (2003), ERS-7 (2004-2008). La plataforma estándar de reemplazo y actual es la NAO humanoide de Aldebaran Robotics.
Sony proporcionó a AIBO, apoyo y patrocinio en universidades de todo el mundo para participar en la competencia de fútbol autónoma RoboCup de cuatro patas Robot Soccer League. Los equipos competidores programarían un equipo de robots AIBO para jugar fútbol robot contra otros equipos competidores. La Liga de cuatro patas se desarrolló de 1999 a 2008, aunque en el último año, muchas universidades de renombre no compitieron ya que se habían mudado a la nueva plataforma NAO. La Universidad de Nueva Gales del Sur fue el equipo más exitoso en la Liga, llegando a la final seis veces y ganando tres veces.

## Convención Internacional del AIBO
La Convención Internacional de AIBO tiene lugar todos los años en Sony Robotics Tower en la prefectura de Shinjuku. La primera convención tuvo lugar en 1999, el 15 de mayo. Luego se estableció de 2 de mayo hasta el 4 de mayo. La convención de 2009, estando en su décimo año, estableció récords de asistencia. La convención general cuenta con anuncios de AIBO, carteles, accesorios gratuitos, descargas gratuitas/open source y los «shows de AIBO».

## Linaje de raza
Después del nombre de modelo: opciones de color del cuerpo; fecha de lanzamiento; unidades vendidas.

### Modelos de la primera generación
- ERS-110: plateado; se empezó a vender el 1 de junio de 1999 para su entrega en agosto; se fabricaron únicamente 3000 unidades para Japón y 2000 para Estados Unidos.
- ERS-111: gris y negro; noviembre de 1999; 60 000 unidades fabricadas (aproximadamente).

Ventas estimadas para todos los modelos de primera generación: 65 000.

### Modelos de la segunda generación
- ERS-210: negro, plateado, dorado, rojo, azul, verde, blanco, etc.; 2001.
- ERS-210A: Hardware con Supercore, duplica la velocidad de la CPU, también se rediseñó el servo de la cabeza para evitar el DHS de los modelos anteriores, de diversos colores; 2002.

- ERS-220 (mejora de los sensores, cambia el aspecto): plateado; 2002.
- ERS-220A Incluye Supercore(mejora de los sensores, cambia el aspecto): plateado; 2002.
- ERS-311 "Latte" (cambia el aspecto): color crema; 2001.
- ERS-311B Igual al Latte pero con Bluetooth, solo para el mercado japonés (cambia el aspecto): color crema; 2001.
- ERS-312: "Macaron" (cambia el aspecto): color crema; 2002.
- ERS-312B: Igual al Macaron pero con Bluetooth, solo para el mercado japonés; 2001.
- ERS-311BX: Con Bluetooth y acabado aterciopelado, solo para el mercado japonés; 2001.
- ERS-311LongLong: Edición especial japonesa, solo se hicieron 1001 unidades; 2001.
- ERS-31L: marrón, parecido a un Bulldog; 2002. Se vendieron aproximadamente 60 000 unidades.

Ventas estimadas para todos los modelos de segunda generación: 60 000.

### Modelos de la tercera generación
- ERS-7: blanco; noviembre de 2003, las primeras unidades salieron defectuosas en las patas (defecto en las juntas J12).
- ERS-7M2: blanco y negro; noviembre de 2004.
- ERS-7M3: blanco, marrón y negro, octubre de 2005.

Ventas estimadas para todos los modelos de tercera generación: 40 000 a 50 000.

## Anime
El AIBO anime Piroppo o (ピロッポ) se basó en AIBO ERS-300, Latte y Macaroon. El anime activó sonidos y acciones de los ERS-300 del espectador. La serie de 23 episodios fue transmitida por Fuji TV los jueves de 22:54-23:00, del 11 de octubre de 2001 al 21 de marzo de 2002.

## En la cultura popular
Cuando se introdujo AIBO, The New Yorker publicó una caricatura de Jack Ziegler mostrando a AIBO «orinando» tuercas y tornillos en una boca de incendios.
En un episodio de Frasier, Frasier le dio a su padre un AIBO ERS-210 para hacerle compañía mientras él está visitando Roz en Wisconsin. Hay una escena que Eddie interactúa con el AIBO, mientras que Martin Crane se queja a Sony por no ser capaz de hacerlo funcionar.
En el episodio de South Park Red Sleigh Down, Cartman gasta casi todo el episodio intentando conseguir estar en la lista de niños buenos de Santa Claus, para que pueda recibir para Navidad un muñeco robot Haibo, en referencia a la locura del perro robot de la década de 2000 iniciada por AIBO. En la conclusión del episodio, Stan, Kyle, Cartman y todos reciben su propio perro HAIBO.